# 田舎のネズミと町のネズミ

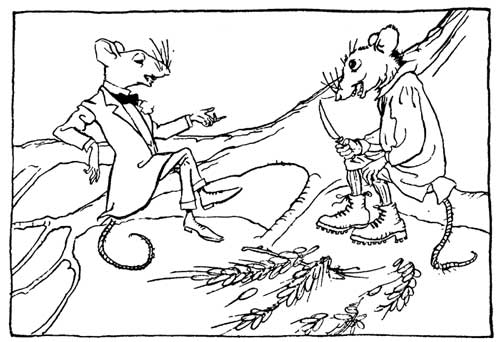
アーサー・ラッカムによる挿絵（1912年）

「田舎のネズミと町（都会）のネズミ」（いなかのネズミとまち（とかい）のネズミ）は、イソップ寓話の一つ。ペリー・インデックス352番。

## あらすじ
田舎に住んでいる一匹のネズミが、御馳走を振る舞おうと仲の良い町のネズミを招待した。二匹は土くれだった畑へ行き、麦やトウモロコシ、大根を引っこ抜いて食べていたのだが、町のネズミがこう言った。「君はこんな退屈な生活によく暮らせるな。ねえ、僕のところへ来ない？そうすれば珍しいものが腹一杯食べられるよ。」
田舎のネズミは二つ返事で承知すると連れだって町へと向かった。ある建物に着くと町のネズミは、パンやチーズ、肉といった見た事も無い御馳走を田舎のネズミに見せた。めくるめく御馳走を前に田舎のネズミはお礼を述べ、食べようとした。その時、何者かが扉を開けてきた。二匹は潜りこめる狭い穴をみつけると一目散に逃げ込んだ。
そして、彼らが食事を再開しようとすると、また別の誰かが入って来た。すると田舎のネズミは、急いで帰り支度を整えてこう言った。「こんなに素晴らしい御馳走を用意してもらってすまないんだけど、こんなに危険が多いのは御免だね。僕には土くれだった畑で食べている方が性に合ってる。あそこならば、安全で怖いこともなく暮らせるからね。」

## 補足
- 町のネズミが住んでいる家は、解釈によって民家だったりホテルの一室だったりする。
- 食事を邪魔する者は住んでいる人間や猫とさまざまである。

## 教訓
- 幸せは人それぞれで、満足できる形や安心できる場所は異なる。